# Lyme (New York)
Pour les articles homonymes, voir Lyme.
Lyme est une ville située dans le comté de Jefferson, dans l'État de New York, aux États-Unis,. En 2010, elle comptait une population de 2 185 habitants.

## Démographie
Lors du recensement de 2010, la ville comptait une population de 2 185 habitants. Elle est estimée, en 2016, à 2 152 habitants.